# 5707 Shevchenko
5707 Shevchenko (1976 GY3) là một tiểu hành tinh vành đai chính được phát hiện ngày 2 tháng 4 năm 1976 bởi N. S. Chernykh ở Nauchnyj.